# Marles-les-Mines
Marles-les-Mines – miejscowość i gmina we Francji, w regionie Hauts-de-France, w departamencie Pas-de-Calais.
Według danych na rok 1990 gminę zamieszkiwało 6790 osób, a gęstość zaludnienia wynosiła 1492 osób/km² (wśród 1549 gmin regionu Nord-Pas-de-Calais Marles-les-Mines plasuje się na 129. miejscu pod względem liczby ludności, natomiast pod względem powierzchni na miejscu 720.).